# 克德里奇
克德里奇（德語：Ködderitzsch，發音：[ˈkœdəʁɪtʃ]）是德国图林根州魏玛地区县曾经的一个市镇，面积2.82平方千米，2017年12月31日人口为124人。2019年1月1日，克德里奇并入市镇巴特苏尔察。